# ライデンファイターズ エイシズ
『ライデンファイターズ エイシズ』（RAIDEN FIGHTERS ACES）は、サクセスから2008年3月27日に発売されたXbox 360用ソフト。
セイブ開発のシューティングゲーム『雷電』シリーズのうち
- ライデンファイターズ
- ライデンファイターズ2
- ライデンファイターズJET

の3部作を1本にまとめたオムニバスソフトである。

## 概要
3作品とも、初の家庭用移植となる。
ゲーム部分の開発はサクセスとガルチ（現・カヤックアキバスタジオ）。いわゆるエミュレータによる移植ではなく、Xbox 360用にコードを書き直しての移植が行われている。なお、システム上Xbox 360以外のプラットフォームではリリースの予定はない。
基本的に完全移植であるが、『JET』にあったバグが修正されているなどの改善が施されており、難易度はXbox 360用に調整しなおした「NORMAL」とオリジナルそのままの「ARCADE」他、全7段階が用意されている（初期設定では難易度が「NORMAL」になっているため、アーケード版準拠の難易度にするには難易度を「ARCADE」に変更する必要がある）。アーケード版の2・JETにあった機体別ハイスコア（マスターオブシップス）は削除された。またJETのデモ画面が変更されている。なお1にはアーケード版には無かったボスラッシュ＆エキスパートモードが追加されている。
画面表示に関する設定も可能。業務用で使われたゲーム基板とXbox 360のフレームレートが異なっており、それによる処理の差を埋めるため3種類（タイトルアップデート後は4種類）の描画処理方法を選択できるようになっている。またアスペクト比は「4:3」「16:9」の他「5:4」「16:10」の計4種類から選択可能。
Xbox Liveに対応し、ハイスコアランキングの集計やゲームクリップ（リプレイデータ）の公開を行うことができる。

## タイトルアップデート
2008年8月21日より、Xbox Liveを通じてアップデートパッチが配信されている。アップデートによる主な変更点は以下の通り。
- 修正点
  - 動作精度向上（フリーズなどの改善）
  - 音がずれるバグの修正
  - 『1』BOSS RUSHモードにおける3面ボスのバグの修正
  - プレイ時間の実績がある条件ですべて解除されてしまうバグの修正
  - 『JET』トレーニングモードでIXIONのスレイブが使用できないバグの修正
  - リーダーボードのリプレイやスコアが他人のゲーマータグで保存されてしまうバグの修正
- 追加点
  - 「SCORE ATTACK」モードの追加
  - 『JET』の全ステージを通しでプレイする「FULL RUN」モードの追加
  - 『JET』トレーニングモードで全機体のIXION化ON/OFFのオプションを追加
  - リーダーボード内に「フレンドランキング」を追加
  - 一度入力したスコアネームが次からデフォルトで設定されるオプションの追加
  - GAME SPEED「54FPS(WAIT)」の追加

詳細は公式サイト内でアップデートマニュアルが配布されている。（リンク先PDFファイル）→

### アップデートの注意点
- アップデートにより、一旦プレイ時間が0にリセットされる。
- アップデート前と後で、ゲームクリップ（リプレイ）の互換性がなくなる場合がある。
- いまのところ、Xbox Live以外でのアップデートは予定されていないため、ネットワーク接続環境がないとアップデートが出来ない。

## 攻略DVD
初回生産版には攻略DVD『THE ONSLAUGHT RAIDEN FIGHTERS SPECIAL EDITION』が同梱される。製作は株式会社INH。同社が2005年に発売した『THE ONSLAUGHT RAIDEN FIGHTERS』（現在は廃盤）にオーディオコメンタリーの追加などの修正を施したもの。
なお、DVDのプレイヤーはソフト開発時のテストプレイヤーとしても参加している。

## サウンドトラック
2008年8月21日に、本作のサウンドトラックが株式会社INHより発売された。各作品ごとのディスクに分かれている、CD3枚組。
ゲーム内で使用されている音源に加え、作曲者より提供されたマスターデータ（基板に収録される前の音源）が収録されている。

## その他
- ゲーム選択画面で流れるBGMは、各ゲームの基板起動時のロードBGMである。
- トライアングル・サービスの藤野社長が、パッケージ裏の「ライデン　ラブ。」などの筆文字を書いている。
- 「FULL RUN」モードでは、シミュレーションレベルクリア時のボーナス、ノーマル機体使用時の実戦面の機体乗り換えは無い。

## ゲームオンデマンド配信終了とメーカー廃盤
2009年11月17日からXbox LIVEのDL販売であるゲームオンデマンドにて、2,940円もしくは2,000マイクロソフトポイントにて販売が開始された。しかし、2012年11月11日にはゲームオンデマンド販売は終了となっている。
2012年4月2日にはパッケージ版がメーカー廃盤となり、再生産されることはなくなったことがゲームショップのブログにより判明した。
国内バージョンは、プレミア価格となっているパッケージ版の中古品を購入する以外に入手手段はない。海外ではパッケージ版の入手は容易で、DL販売となるゲームオンデマンド版も2017年5月現在$19.99で配信中である。ただしは本体リージョンの関係上、日本のXbox 360本体では起動せず、遊ぶには北米仕様の本体が必要となる。
Xbox 360で動作するシューティングゲームに関するリージョン情報のリストはコミュニティサイトに掲載されている。